# Van Rysel–Roubaix
Van Rysel–Roubaix (UCI kód: VRR) je francouzský cyklistický UCI Continental tým, jenž vznikl v roce 2007. V roce 2019 si tým zajistil nového titulárního sponzora, a to společnost Natura4Ever. Ta se v roce 2021 přejmenovala na Xelliss a s tím proběhl i rebranding týmu na Xelliss–Roubaix–Lille Métropole.
Za tým v minulosti závodili jezdci jako Rudy Barbier, Baptiste Planckaert, Timothy Dupont, Pierre-Luc Périchon, Quentin Jauregui či Pierre Barbier.

## Soupiska týmu
K 1. lednu 2024
- Rait Ärm (EST) (* 31. března 2000)
- Kevin Avoine (FRA) (* 14. listopadu 1997)
- Thomas Boudat (FRA) (* 24. února 1994)
- Rémi Capron (FRA) (* 18. června 2000)
- Célestin Guillon (FRA) (* 7. dubna 1996)
- Maxime Jarnet (FRA) (* 6. září 1998)
- Maximilien Juillard (FRA) (* 13. prosince 2001)
- Samuel Leroux (FRA) (* 27. listopadu 1994)
- Jérémy Leveau (FRA) (* 17. dubna 1992)
- Kenny Molly (BEL) (* 24. prosince 1996)
- Emmanuel Morin (FRA) (* 13. března 1995)
- Valentin Tabellion (FRA) (* 23. března 1999)
- Norman Vahtra (EST) (* 23. listopadu 1996)